# بوتش تايلور
بوتش تايلور (بالإنجليزية: Butch Taylor)‏ هو عازف لوحة المفاتيح وملحن أمريكي، ولد في 13 أبريل 1961 في شوشفيل في الولايات المتحدة.

## وصلات خارجية
- بوتش تايلور على موقع ميوزك برينز (الإنجليزية)
- بوتش تايلور على موقع ديسكوغز (الإنجليزية)